# Teodesco
Teodesco (seconda metà del XIII secolo – Noli, 1346), vescovo di Noli dal 1328 al 1346.
Teodesco o Teodosio fu vescovo di Noli citato in una lettera di papa Benedetto XII del 27 maggio 1336 in cui si intima di indire un processo per una diatriba esplosa tra lo stesso vescovo e il marchese di Savona, Tommaso Del Carretto. Teodesco aveva infatti sospeso un certo monaco Oddone O.S.B. che officiava nella zona di Altare, suscitando lo scontento sia della popolazione che del marchese, il quale si era rivolto al papa in opposizione al provvedimento vescovile.
Non si hanno successive notizie riguardo a Teodesco, se non quella che ci tramanda la sua morte in Noli nel 1346.